# Robert Szpak
Robert Szpak (né le 31 décembre 1989 à Kołobrzeg) est un athlète polonais, spécialiste du lancer du javelot. 

## Biographie
Lors des Championnats du monde juniors 2008 organisés en Pologne, Robert Szpak décroche le titre au lancer du javelot. Avec un jet à 78,01 m à son troisième essai, il s'impose devant l’Égyptien Ihab Abdelrahman El Sayed et le Letton Ansis Brūns.

### Palmarès
| Date | Compétition                   | Lieu      | Résultat | Performance |
| ---- | ----------------------------- | --------- | -------- | ----------- |
| 2007 | Championnats d'Europe juniors | Hengelo   | 10e      | 68,27 m     |
| 2008 | Championnats du monde juniors | Bydgoszcz | 1er      | 78,01 m     |

### Records
| Épreuve           | Performance | Lieu    | Date         |
| ----------------- | ----------- | ------- | ------------ |
| Lancer du javelot | 78,33 m     | Ostrava | 17 juin 2009 |